# Estefanía de Nablus
Los documentos mencionan una Estefanía de Nablus casada con Guido de Milly (fallecida en 1126), señor de Nablus y madre de Guido Francegina, Felipe y Enrique Bubaous, que luego se volvió a casar con Balduino I de Ramla (fallecido en 1138) señor Ramla y madre de Renier y Helvis, esposa de Barisán de Ibelín.
Esta descripción genealógica sin embargo presenta problemas cronológicos:
1. Guido de Milly murió en 1126 y su hijo Felipe parece haber sido ser mayor cuando lo sucedió, así que el matrimonio de Guido y Estefanía fue antes 1110. Es probable que naciera antes de 1108, ya que el seudónimo de su hijo mayor, parece indicar un nacimiento en Occidente.
2. Helvis de Ramla,[3] hija de Balduino I de Ramla y Estefanía de Nablus parece haberse casado alrededor de 1125. En cualquier caso, ella tuvo un hijo que sucedió a su padre en 1151, que nació antes de 1135. Helvis de Ramla nació antes de 1120, y probablemente antes de 1110.

Estas contradicciones cronológicas son difícilmente compatibles entre sí, por lo que obligan a adoptar una de las siguientes conclusiones:
- o bien hay dos distintas Estefanía de Nablus,
- una de las fechas es un error,
- o bien hubo una nulidad matrimonial. Dado que la esterilidad no puede invocarse, hay consanguinidad entre los cónyuges o un compromiso anterior del esposo.